# Látrabjarg
Le Látrabjarg est une falaise d'Islande abritant des millions d'oiseaux marins et dont l'extrémité, le Bjargtangar, constitue le point le plus occidental de l'Islande.

## Géographie
Le Látrabjarg est situé dans le Nord-Ouest de l'Islande, dans la péninsule de Vestfirðir qui constitue une des huit régions de ce pays, dans la municipalité de Vesturbyggð.
Son littoral est constitué de falaises mesurant quatorze kilomètres de longueur et culminant jusqu'à 440 mètres d'altitude. Ces dernières constituent un lieu de vie pour des millions d'oiseaux marins qui y nidifient, notamment le petit Pingouin dont la population sur ce site représente 40 % de la population mondiale de cette espèce. Elles abritent la plus importante colonie de Macareux moines au monde.

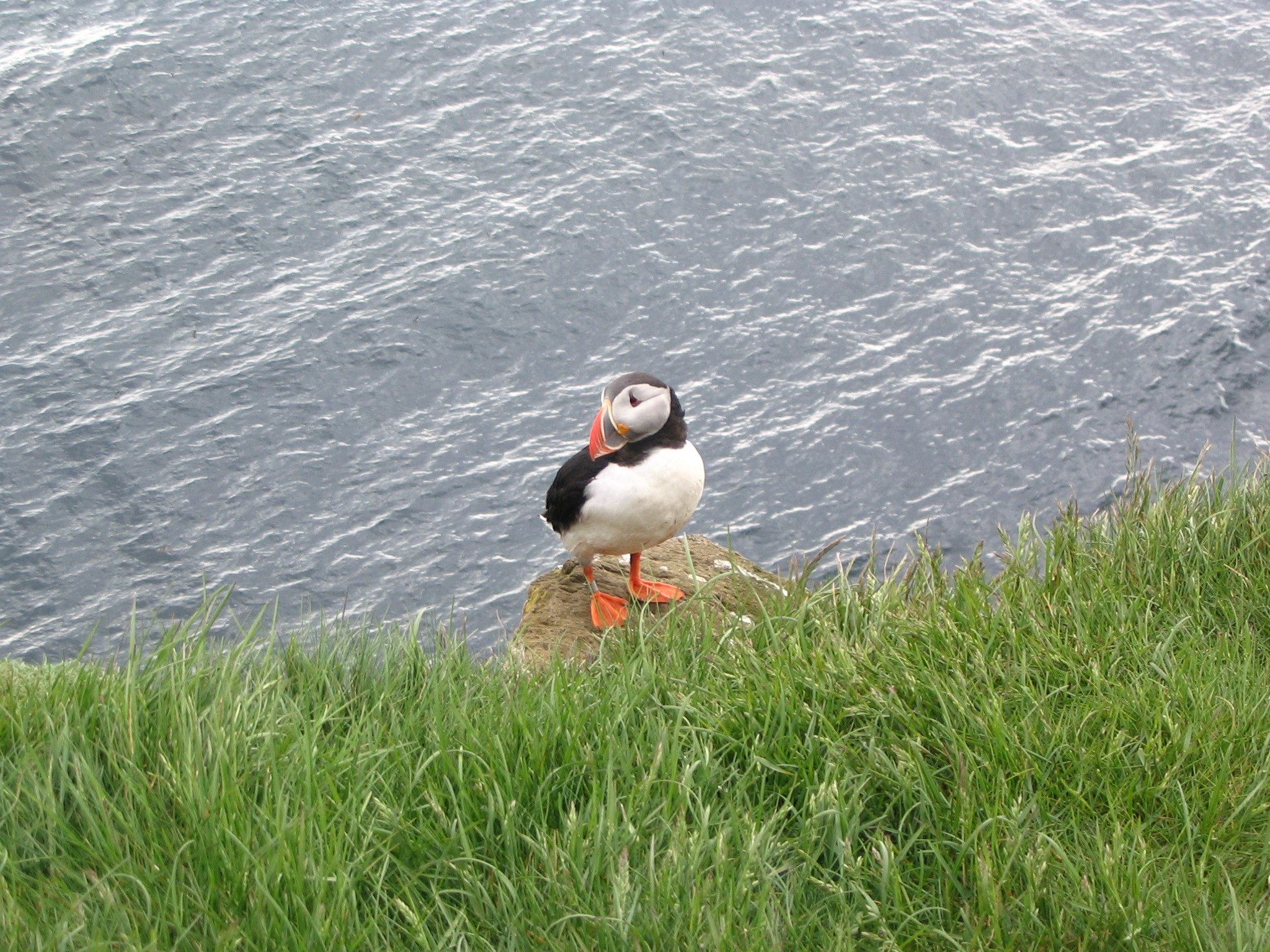
Macareux sur les falaises.

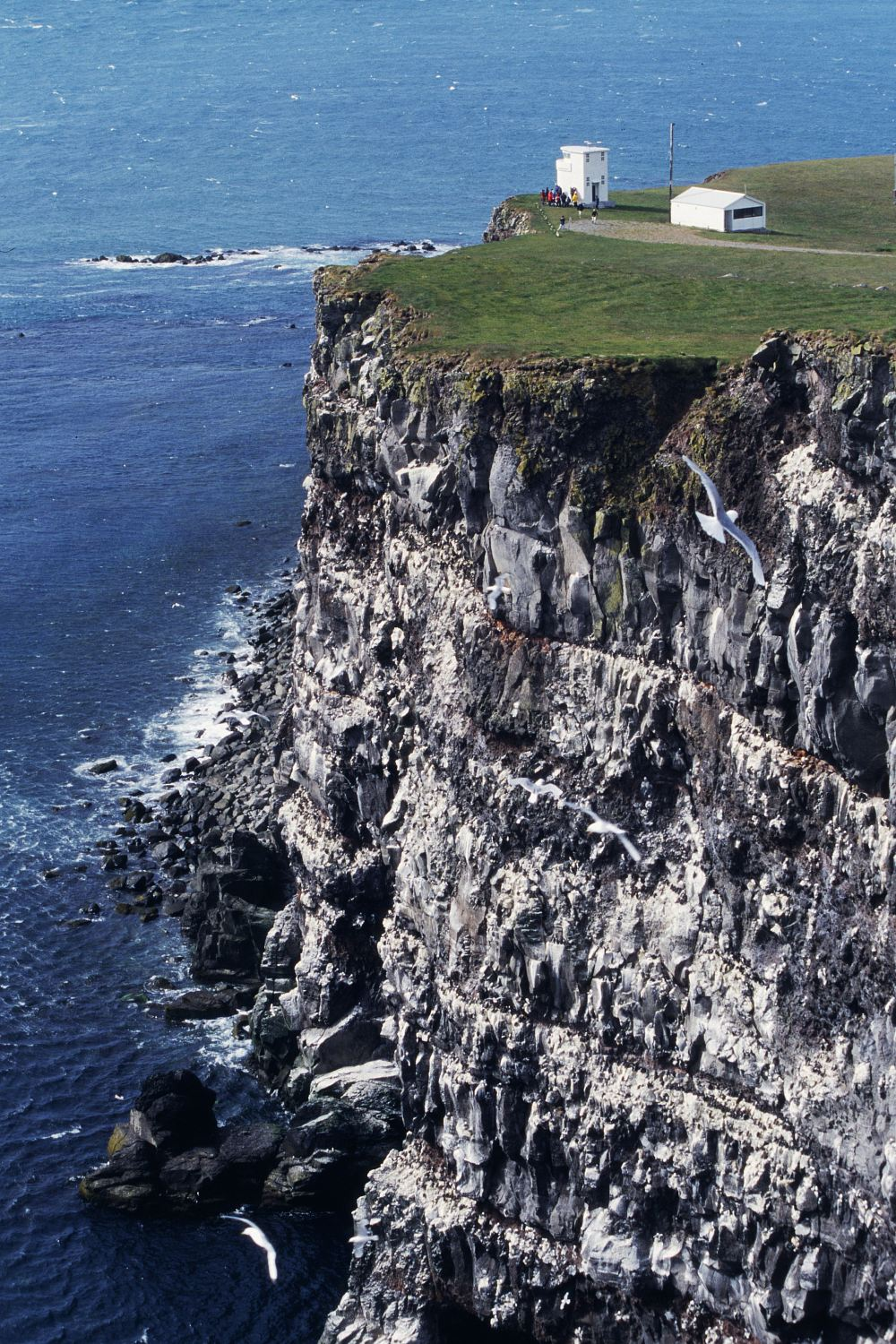
Le phare du Látrabjarg au sommet des falaises.

## Référence
- (en) Cet article est partiellement ou en totalité issu de l’article de Wikipédia en anglais intitulé « Látrabjarg » (voir la liste des auteurs).